# Thomas Banyacya
Thomas Banyacya (2 de junho de 1909 - 6 de fevereiro de 1999) foi um líder tradicionalista nativo americano Hopi.

## Biografia
Thomas Banyacya nasceu em 2 de junho de 1909 e cresceu na vila de Moenkopi, Arizona. Ele era membro dos clãs Lobo, Raposa e Coiote. Ele frequentou a Sherman Indian School em Riverside, Califórnia e depois o Bacone College em Muskogee, Oklahoma.
Thomas Banyacya morava em Kykotsmovi, Arizona, em Hopi Tutskwa, a Reserva Hopi. Durante a Segunda Guerra Mundial, Banyacya foi um resistente ao recrutamento, que passou um tempo na prisão por mais de sete anos cada vez que se recusou a se registrar para o recrutamento. Em 1948, ele foi um dos quatro Hopis (os outros eram David Monongye, Dan Evehema e Dan Katchongva) que foram nomeados pelos anciãos para comunicar a sabedoria e os ensinamentos tradicionais Hopi, incluindo as profecias Hopi para o futuro, ao público em geral, após os bombardeios atômicos de Hiroshima e Nagasaki no Japão.
Banyacya morreu em 6 de fevereiro de 1999, em Keams Canyon, Arizona. Ele era casado com Fermina (nascida Jenkins).